# Капсызов, Велик
Велик Николов Капсызов (болг. Велик Николов Капсъзов; 15 апреля 1935, Асеновград, Третье Болгарское царство — 27 марта 2017, София, Болгария) — болгарский гимнаст и тяжелоатлет, призёр Олимпийских игр (1960), двукратный чемпион Европы (1961, 1963) в упражнениях на кольцах. Заслуженный мастер спорта Болгарии (1960).

## Спортивная карьера
Его спортивная карьера началась c занятий тяжелой атлетикой. В 1952 году стал серебряным призёром чемпионата Болгарии в весовой категории до 60 кг, подняв 232,5 кг. Позже он перешел в спортивную гимнастику, его тренером стал асеновградец Васил Трачев в училище имени Христо Ботева. В 1954 году он был включен в состав национальной сборной по этому виду спорта. Окончил техникум физической культуры и спорта города Пловдива (ныне — спортивное училище имени Васила Левского).
В 1956 году принял участие в Олимпийских играх в Мельбурне, но неудачно, заняв в итоге лишь 19-е место в многоборье. В 1960 году на Олимпийских играх в Риме занял третье место в упражнениях на кольцах, разделив его с японским гимнастом Такаси Оно — это была первая болгарская олимпийская медаль в гимнастике; а в личном первенстве он оказался опять лишь 20-м. В 1964 году он участвовал в Олимпийских играх в Токио, но на этот раз в личном первенстве был лишь 37-м.
На чемпионате мира в Риме (1954) в составе болгарской команды был девятым, на чемпионате мира в Мюнхене (1958) — десятым.
На чемпионате Европы по спортивной гимнастике в Копенгагене (1959) стал бронзовым призером в упражнениях на кольцах, на аналогичных соревнованиях в Люксембурге (1961) и Белграде (1963) завоевал золотые медали, в Париже (1957) был пятым.
На летней Универсиаде в Софии (1961), где стал бронзовым призером в личном многоборье и победителем на кольцах и на брусьях.
Участвовал в матчевых встречах Болгария—Чехословакия (1960), Болгария—Венгрия (1960, 1961).
После летних Олимпийских игр в Токио (1964) принял решение о завершении спортивной карьеры. Затем работал в качестве тренера, преподавателя.
Почетный гражданин Асеновграда (2005) и Софии, почётный член Болгарской академии наук и искусств.
15 апреля 2019 года в Асенограде в честь Капсызова была установлена мемориальная доска.